# Grande galerie de l'évolution du Muséum national d'histoire naturelle

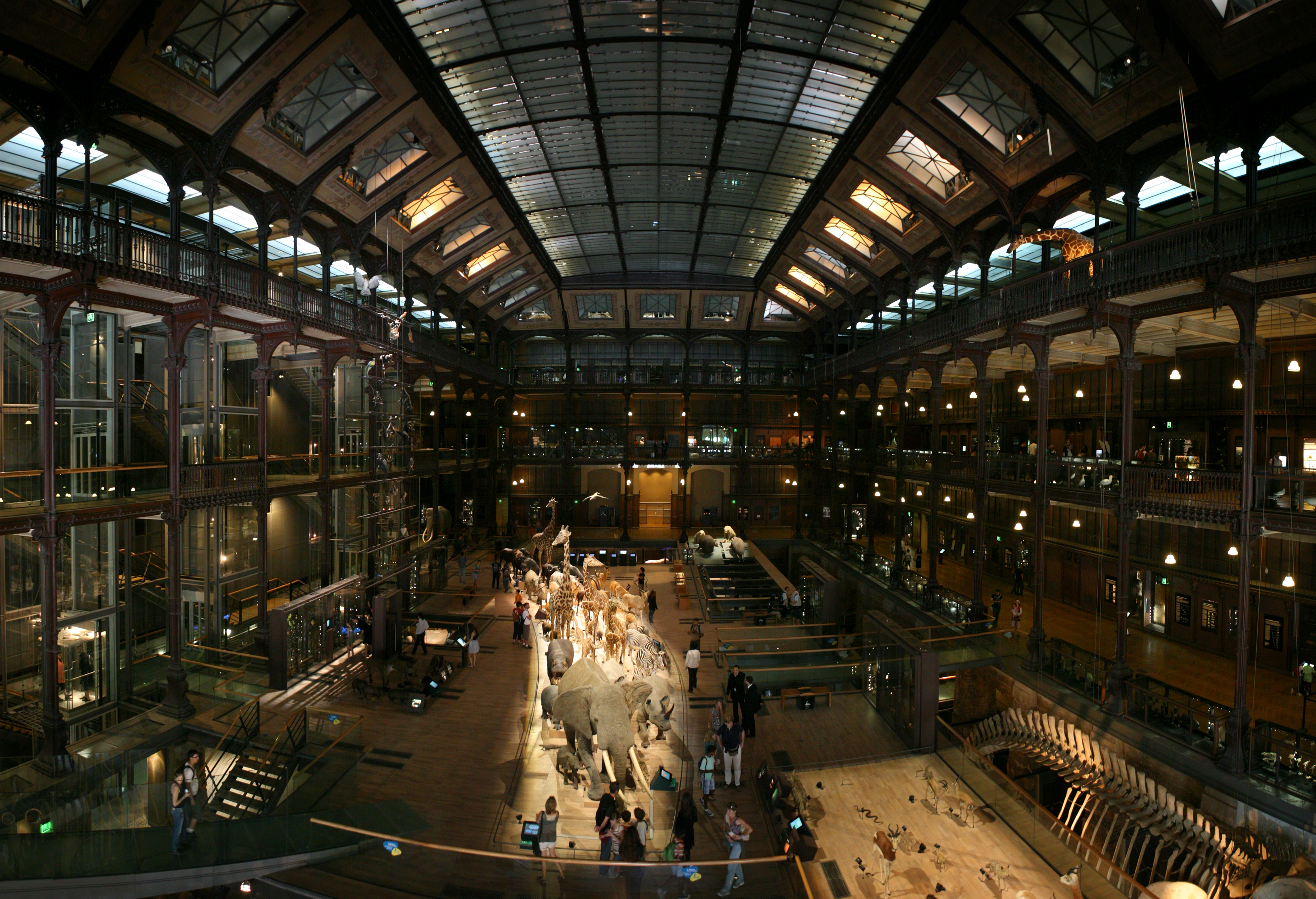
La Grande Galerie de l’Évolution

La Grande Galerie de l'èvolution (Grande galleria dell'evoluzione) fa parte del Muséum national d'histoire naturelle dal 1889. È situata nella parte nord del Jardin des Plantes nel V arrondissement di Parigi in Francia.
Chiamata anticamente Galerie de Zoologie, la Grande Galerie diventa nel 1994 uno spazio espositivo permanente che mostra e mette in scena la diversità degli esseri viventi e l'evoluzione della vita attraverso una importante collezione di esemplari naturalizzati.

## Storia della Galleria

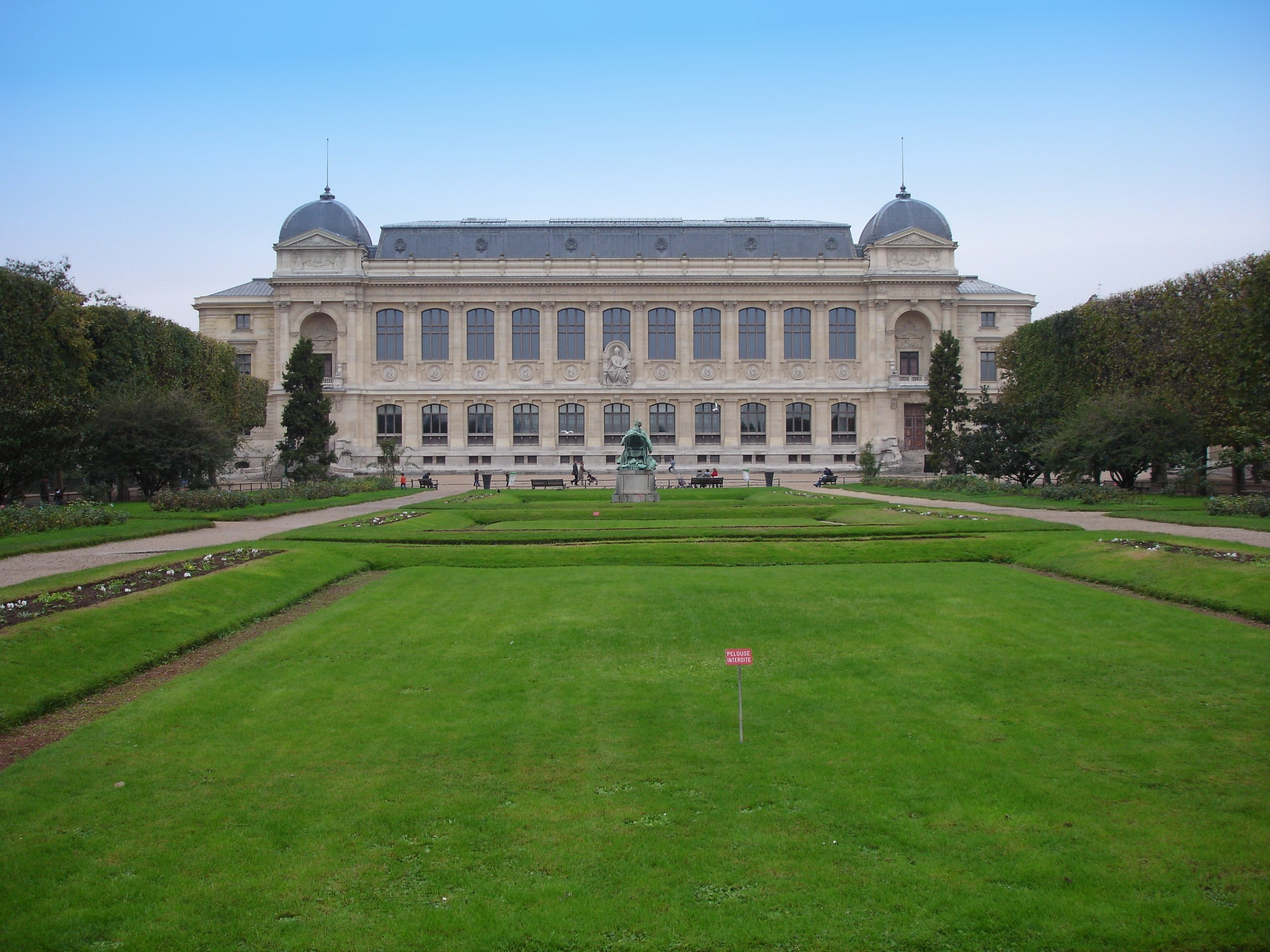
Vista dell'edificio dal Jardin des Plantes

### La galleria di zoologia
Nel Muséum national d'histoire naturelle esisteva, lungo rue Geoffroy St-Hilaire, un Cabinet d'histoire naturelle che aveva rimpiazzato, agli inizi del XIX secolo, l'Antica galerie situata lungo rue Cuvier, il cui edificio è ancora visibile tra la sede della Societé des Amis du Museum, il ristorante della Balena e l'anfiteatro Roulle. Questo Cabinet non poteva più accogliere le collezioni che non cessavano di aumentare. Allora l'architetto Louis-Jules André con il sostegno del presidente Adolphe Thiers, costruì nel 1872 la Galerie di Zoologie per esporre tutte le collezioni zoologiche, circa un milione di esemplari. Nel luglio 1889, qualche mese dopo l'inaugurazione della Torre Eiffel, la Galeria de zoologie fu inaugurata e aperta al pubblico dal ministro Armand Fallières.
Lo spirito museologico dell'epoca tendeva ad una esposizione esaustiva e sistematica delle collezioni, classificate per gruppi zoologici e per dimensioni dentro delle vetrine alte dal suolo al soffitto e questo per parecchi livelli, con i più grossi esemplari al centro, allineati come in una parata.
Durante la seconda Guerra Mondiale, la galleria e gli esemplari furono danneggiati dalla mancanza di riscaldamento che comportò con gli sbalzi termici, umidità e muffe. Dopo la guerra i mezzi finanziari destinati al Museo non permettevano di riparare e intrattenere la Galleria: la grande vetrata si degrada e incomincia a piovere dentro. Nel 1966 la Galleria è chiusa definitivamente. Nel 1969, dopo una campagna mediatica sul patrimonio in pericolo, i ricercatori del Museo ottennero la costruzione urgente di un tetto provvisorio in zinco che proteggesse dalle intemperie la Galleria, che però la immerge nella penombra. La Galleria non è che una immensa cattedrale immobile, immortalata dal pittore Jürg Kreienbühl venuto con i ricercatori che studiavano degli esemplari, uno dei pochi privilegiati autorizzati ad entrarvi. Le collezioni continuarono a degradarsi e nel 1986 gli esemplari sotto alcool e quelli di taglia media e piccola furono traslocati in una nuova Zooteca sotterranea, costruita appositamente, davanti all'edificio al posto dell'antico bacino delle Nymphéas.
Ciò rende la galleria «recuperabile» per delle nuove presentazioni, e nel 1988 una « cellula di preraffigurazione della Grande Galleria » è preparata da Philippe Taquet, direttore del museo, con il paleontologo Philippe Janvier, il geonomo Patrick Blandin, il pedagogo scientifico Yves Girault, i museologi Geneviève Meurgues e Michel Van Praët, incaricati di dirigere l'équipe della scenografia e la sistemazione della galleria. Il 21 giugno 1990 i grandi esemplari sono trasferiti in un hangar situato tra rue Buffon e rue Poliveau per essere restaurati dai i tassidermisti del Museo: Christophe Gottini, Franz Jullien et Jack Thiney aiutati da un tassidermista privato Yves Walter.

### La metamorfosi

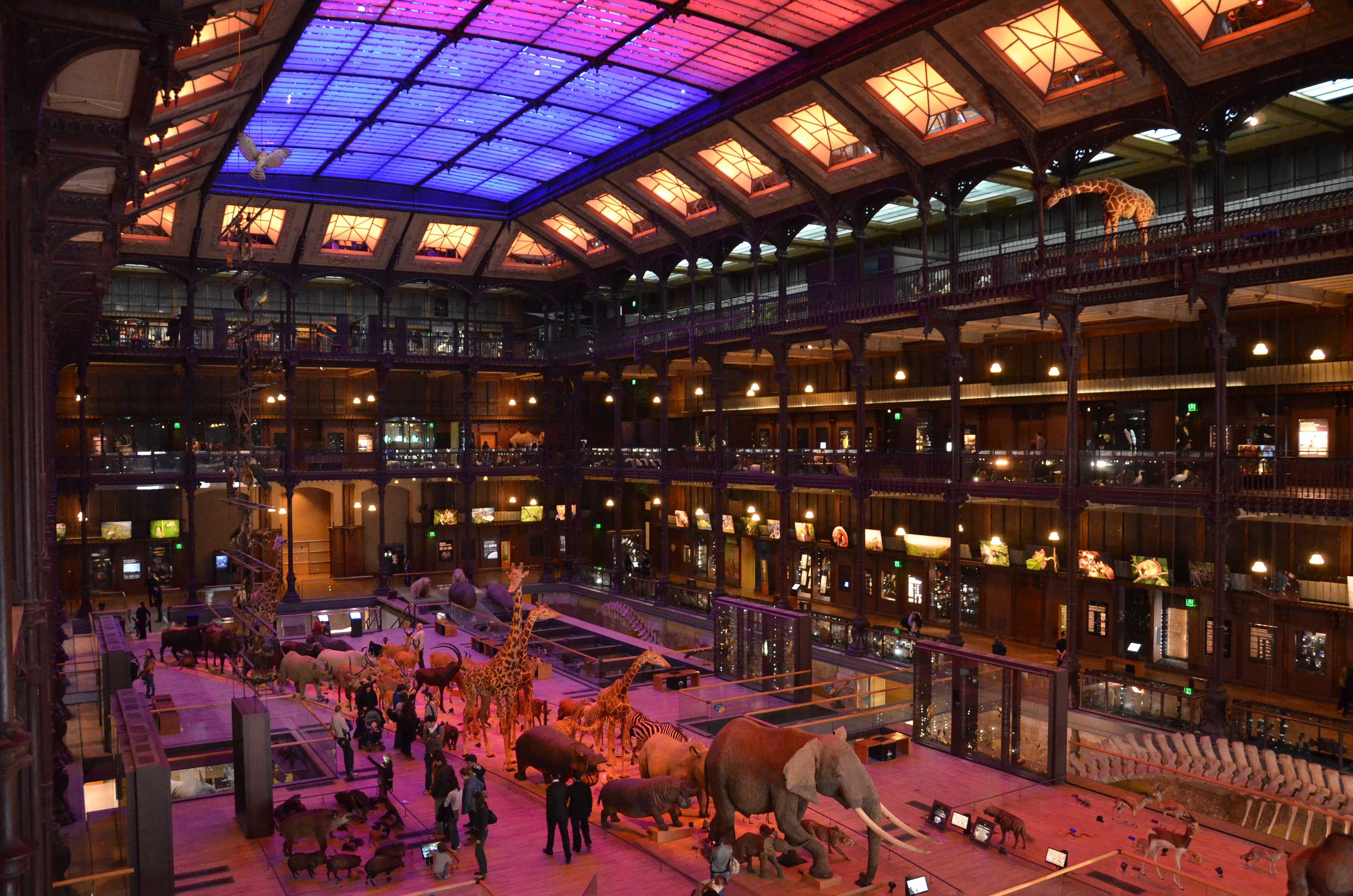
La Grande Galerie de l’Évolution dopo il restauro.

Dopo questo trasloco il rinnovo della Galleria diventò uno dei grandi progetti del paese. Nel corso del 1991 fu pensato come modernizzare e sistemare una nuova galleria zoologica con la ricca collezione. Furono Paul Chemetov e Borja Huidobro con gli scenografi René Allio e Roberto Benevente che vinsero il concorso internazionale di architettura organizzato dell'Éducation nationale. Il tema dell'evoluzione fu scelto per l'allestimento principale.
Il cantiere della ristrutturazione iniziò nel 1991 e terminò nel 1994 con il costo di 400 milioni di franchi. Non si ritornò all'antico approccio sistematico. Fu scelto un approccio ambientale, geonomico e evoluzionista con dei livelli dedicati all'ambiente marittimo, terrestre, all'impatto umano ed ai meccanismi di adattamento e dell'evoluzione. In più la messa in scena nell'ambiente naturale, completata da approcci interattivi, incoraggiava i visitatori ad appropriarsi del percorso investigativo dei ricercatori per trovare delle risposte. L'estetica della vecchia Galerie de Zoologie doveva troppo ai trofei coloniali di caccia, mentre quella della nuova Galleria del l'Evolution è più ispirata all'educazione naturalistica e all'ambiente, secondo criteri sia estetici che logici.
La Grande Galerie de l'évolution è stata inaugurata il 21 giugno 1994 dal presidente François Mitterrand. Il 95% delle collezioni sono sistemate nella zooteca riservata ai ricercatori, mentre la parte con degli esemplari più spettacolari è visibile ai visitatori nella galleria, in funzione degli ambienti e dei temi presentati.

## Organizzazione dell'esposizione
La sistemazione degli spazi dell'esposizione è stata pensata seguendo l'architettura dell'edificio e i temi rappresentati. Ciò si traduce per una rappresentazione piuttosto artistica grazie ai giochi di luce, alle sequenze musicali ed alle rappresentazioni di animali naturalizzati.

### Pianta della galleria

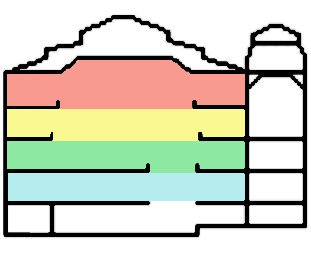
Sezione della Galerie de l'évolution

Gli spazi espositivi occupano una superficie di 6000 m² ripartiti su tre livelli:
|  | I livelli 0 e 1 (navata centrale) illustrano la diversità degli esseri viventi che popolano il mare e la terra.                                  |
|  | Il livello 2 (balcone intermedio) illustra le modifiche dell'uomo sugli ambienti naturali e le conseguenze che può causare sugli esseri viventi. |
|  | Il livello 3 (balcone superiore) illustra l'evoluzione della vita e i suoi meccanismi.                                                           |

#### Atto I: la diversità degli esseri viventi
Il livello 0 offre ai visitatori una rappresentazione degli ambienti marini. Lo scheletro di una balenottera azzurra accoglie i visitatori in questo luogo composto di differenti ambienti di vita:
- Le piane abissali nelle profondità degli oceani
- Le barriere coralline costituite di numerosi esseri viventi
- Gli ambienti pelagici dove vivono numerosi pesci e mammiferi
- Le sorgenti idrotermali con le sue sorgenti calde sui fondali degli oceani
- Il litorale sottoposto alle condizioni terrestri e alle maree
- la zona artica e la zona antartica

Il livello 1 mostra i differenti ambienti terrestri del mondo intero:
- Le foreste tropicali d'America
- La Savana africana rappresentata per una lunga fila di animali: elefanti, leopardi, leoni, iene etc
- La fauna, la flora e le riserva naturali di Francia
- L'artico e l'antartico sottoposto ai rigori del freddo
- Il Sahara sottoposto al calore
- La classificazione delle specie
- Le spiegazione sulla tassidermia e le collezioni

In questo livello si trova una piccola caffetteria, un accesso alla mediateca e alla Galerie des Enfants.

#### Atto II: l'evoluzione della vita
Lo scopo di questa esposizione è di presentare l'evoluzione degli esseri viventi dalla cellula fino all'essere. I seguenti temi sono affrontati:
- Lo spazio storico presenta le idee di Buffon (1707-1708), Jean-Baptiste de Lamarck (1744-1829), George Cuvier (1769-1832), Étienne Geoffroy Saint-Hilaire (1772-1844) e Charles Darwin (1809-1882).
- Riprodursi e trasmettere affronta le scoperte della genetica sulla comprensione degli esseri viventi
- Al cuore della Cellula presenta la cellula e la struttura del DNA
- Trasmettere e selezionare è una esposizione sulla Selezione naturale
- Ricostruire la storia mette in valore la storia degli essere viventi attraverso la paleontologia, la biologia molecolare e l'anatomia comparata
- Sulle tracce degli esseri viventi illustra i grandi fenomeni della storia degli esseri viventi come la conquista della terra ferma
- L'evoluzione, di nuovo? Descrive le ultime grandi scoperte genetiche

#### Atto III: l'uomo, fattore d'evoluzione
L'esposizione situata al secondo livello della navata centrale è dedicata alle modificazione dell'uomo sul mondo degli esseri viventi e la sua evoluzione. I seguenti temi sono presentati:
- Caccia, pesca e raccolta sono le prime attività umane che influiscono sull'ambiente naturale
- L'addomesticazione mette in valore la selezione fatta dall'uomo su alcuni esseri viventi
- Trasferimenti illustra i viaggi e la colonizzazione di nuovi ambienti
- Trasformazione di paesaggi illustra le modifiche del paesaggio fatte dall'uomo
- Inquinamento mostra gli effetti devastanti di alcune attività umani
- Tutto si complica cerca di sensibilizzare il pubblico agli effetti combinati delle attività umane
- Il pianeta oggi e il suo avvenire...

## Due sale annesse

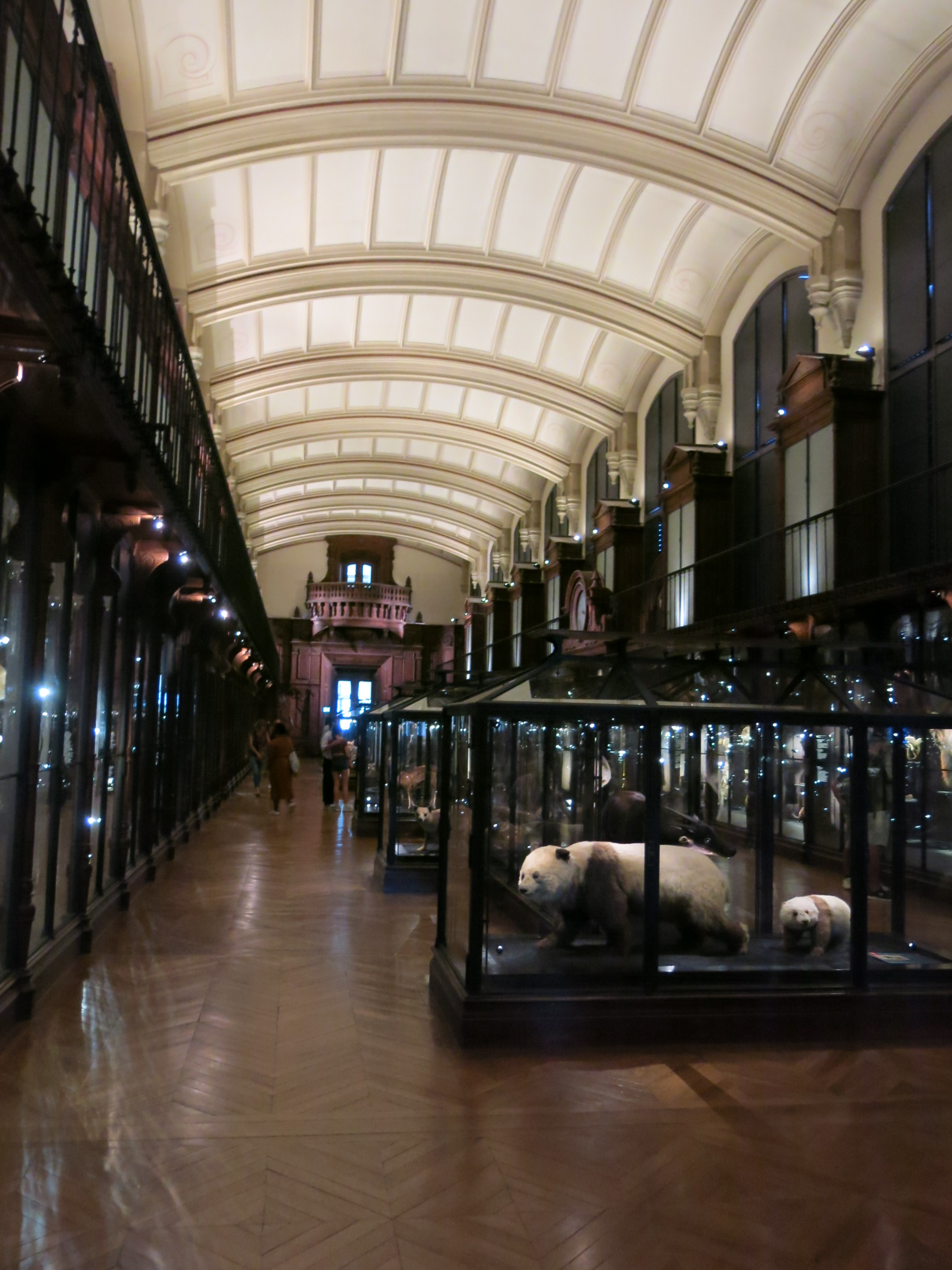
Specie in pericolo o estinte

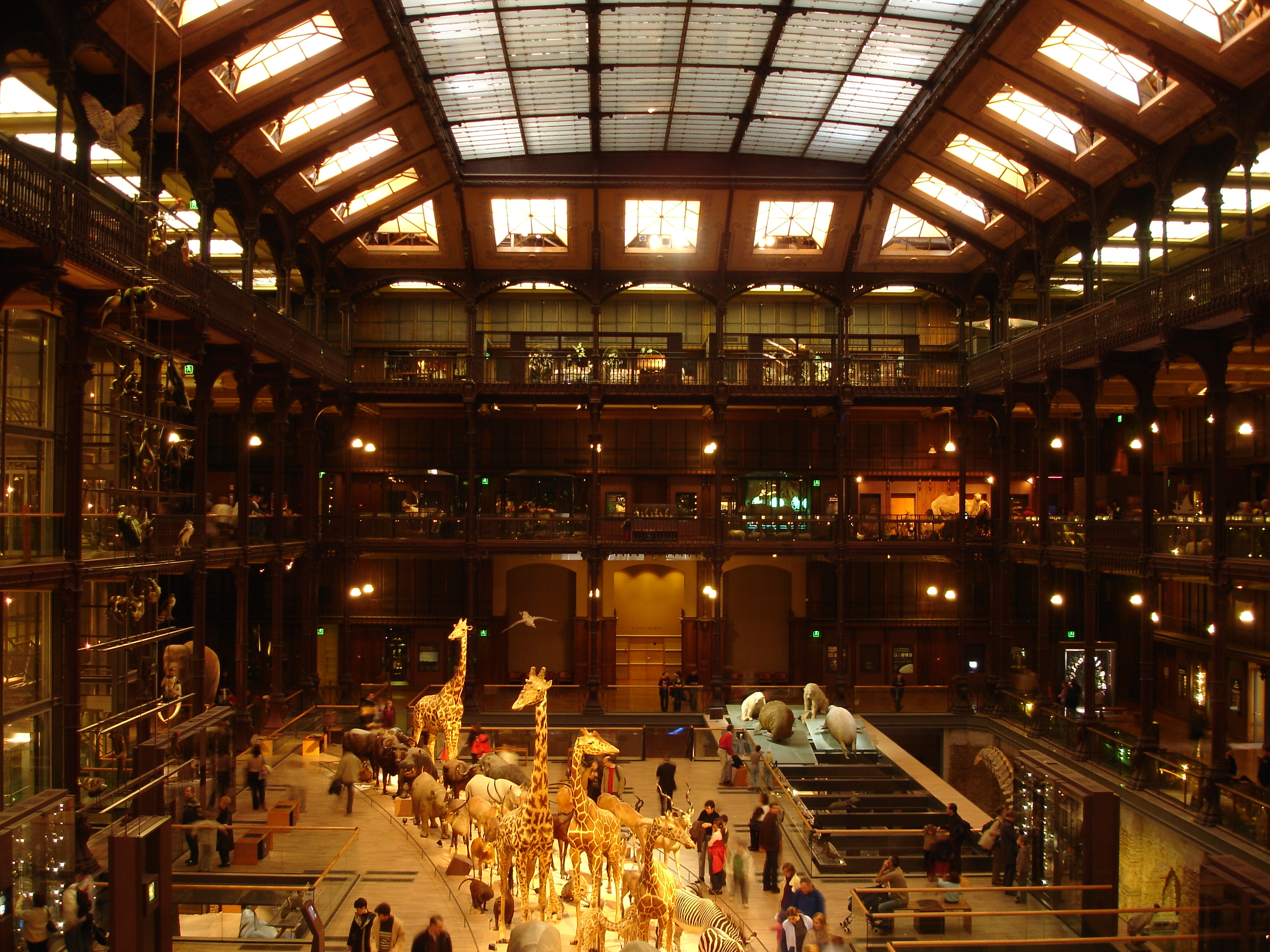
Interno dell'edificio

### Sala delle specie minacciate e delle specie estinte
La sala delle specie minacciate e delle specie estinte raggruppa una collezione eccezionale di animali naturalizzati. Questi 257 rari esemplari sono raggruppati nella vecchia galleria degli uccelli della galleria di zoologia. Tra queste opere si può osservare:
- una strana zebra, il quagga, utilizza anticamente come bestia da traino
- una tartaruga gigante dell'isola Rodrigues
- uno scheletro di emu nero intero
- un esemplare montato di cervo di Schomburgk

Questa sala contiene anche l'orologio di Maria Antonietta firmato da Robin nel 1785 e confiscato alla Rivoluzione.

### Galerie des Enfants
La Galerie des Enfants ha aperto al pubblico nell'ottobre 2010 con lo scopo di sensibilizzare il giovane pubblico alla biodiversità. Questo spazio è diviso in quattro parti distinte su due piani:
- la città
- il fiume
- la foresta tropicale
- il pianeta
Due spazi completano la galleria, uno propone delle lenti binoculari e degli esemplari da toccare e osservare, l'altro, chiamato piccolo teatro, permette delle animazioni per i più giovani.

## Origine e diversità delle collezioni
Le collezioni del Muséum national d'histoire naturelle sono un patrimonio ricco e importante che permette di comprendere l'evoluzione della vita. Queste collezioni sono cominciate con la nascita del Jardin royal des plantes médicinales nel 1635 e si sono ampliate in seguito con la creazione del Muséum d'histoire naturelle alla Convenzione nel 1793. Oggi la collezione è composta da 75 milioni di esemplari ripartiti in 40 milioni di insetti, 17 milioni di pagine di erbario, 1 milione di pesci e 80000 uccelli e mammiferi, rettili e anfibi, fossili, minerali e rocce.
La sala delle specie estinte e minacciate contiene numerosi esemplari rari e ben curati come gli esemplari detti “tipo” (esemplare che ha permesso di descrivere per la prima volta una specie animale o vegetale). Questi sono i riferimenti che hanno permesso di stabilire la classificazione delle specie.
Ancora oggi i ricercatori di tutto il mondo continuano ad ampliare questa collezione. La missione dei ricercatori del museo e degli altri organismi di ricerca come l'Ifremer (Institut français de recherche pour l'exploitation de la mer) o il CNRS permette di arricchire questa collezione conservata nella zooteca sotterranea.

## Curiosità
- Rhinocéros royal: primo animale di grande taglia naturalizzato al Muséum national d'histoire naturelle, questo animale proveniva dalla ménagerie royale di Versailles ha visto il re Luigi XV
- Calamaro gigante: la galleria espone al pubblico il solo esemplare al mondo di calamaro gigante conservato. È una femmina di 9 metri di lunghezza catturato nel 2000, conservato con una tecnica di conservazione per animali molli, la plastinazione durante la liofilizzazione sono impregnati di una resina che sostituisce l'acqua dei loro tessuti, questi tessuti si conservano così indefinitivamente.

## Qualche cifra
- superficie accessibile al pubblico: 890 m²
- dimensione della navata centrale: 55 m per 25 m, 30 m di altezza
- collezioni presentate: circa 100 pesci, anfibi e rettili, 450 uccelli, 350 mammiferi e qualche migliaio di invertebrati.